# 美國婦女歷史
美国妇女史是指美國女性的歷史。
1608年，第一批英国妇女抵达詹姆斯敦。 19世纪的美國女性主要待在家中（家庭主婦） 1920年，美國憲法第十九修正案通过，美国妇女被賦予了选举权。第二次世界大战期间，由於許多男人出國作戰，他們在國內的崗位空缺由女人填补。 20世纪60年代开始，第二波女性主義運動開展。